# Iunmutef
Iunmutef (auch Iun-mutef oder Inmutef) ist ein Totengott in der altägyptischen Mythologie. In der älteren Literatur werden Verbindungen zu Kamutef und Wadjmutef angenommen. Neuere Forschungen beschränken die Ähnlichkeit jedoch nur auf die Namensbildung.

## Hintergrund

### Rollenzuweisung des Iunmutef
Iunmutef symbolisiert den fürsorgenden Sohn des Osiris im Kontext mit Horus, der sich aus dem Totenkult ergibt. Damit besitzt Iunmutef den Charakter eines Sohnes, der seinen toten Vater versorgt. Der Namensbestandteil Iun als Pfeiler zeigt die mythische Auslegung als soziales Familienprinzip, das Iunmutef mit der Zuweisung der Sohnschaft und dessen Verantwortung im Familienverband kennzeichnet. Als Sohn kann Iunmutef den Vater beleben, regenerieren und dessen Weg zu ewiger Herrschaft öffnen.
In der Regierungszeit von Thutmosis III. wird der Name von Iunmutef in Karnak mit dem Gottesdeterminativ in Verbindung eines Pantherfells geschrieben. Diese Schreibung symbolisiert die Aspekte einer Sohnschaft und die damit verbundene Priestertätigkeit bezüglich des noch jungen Thutmosis III. in seiner Tempeltätigkeit und seines göttlichens Vaters Amun-Re. Das Pantherfell steht in enger Verbindung zu Iunmutefs Priesterwesen, als dessen Abbild sich der junge Thutmosis III. verstand.

### Iunmutef und das Mundöffnungsritual

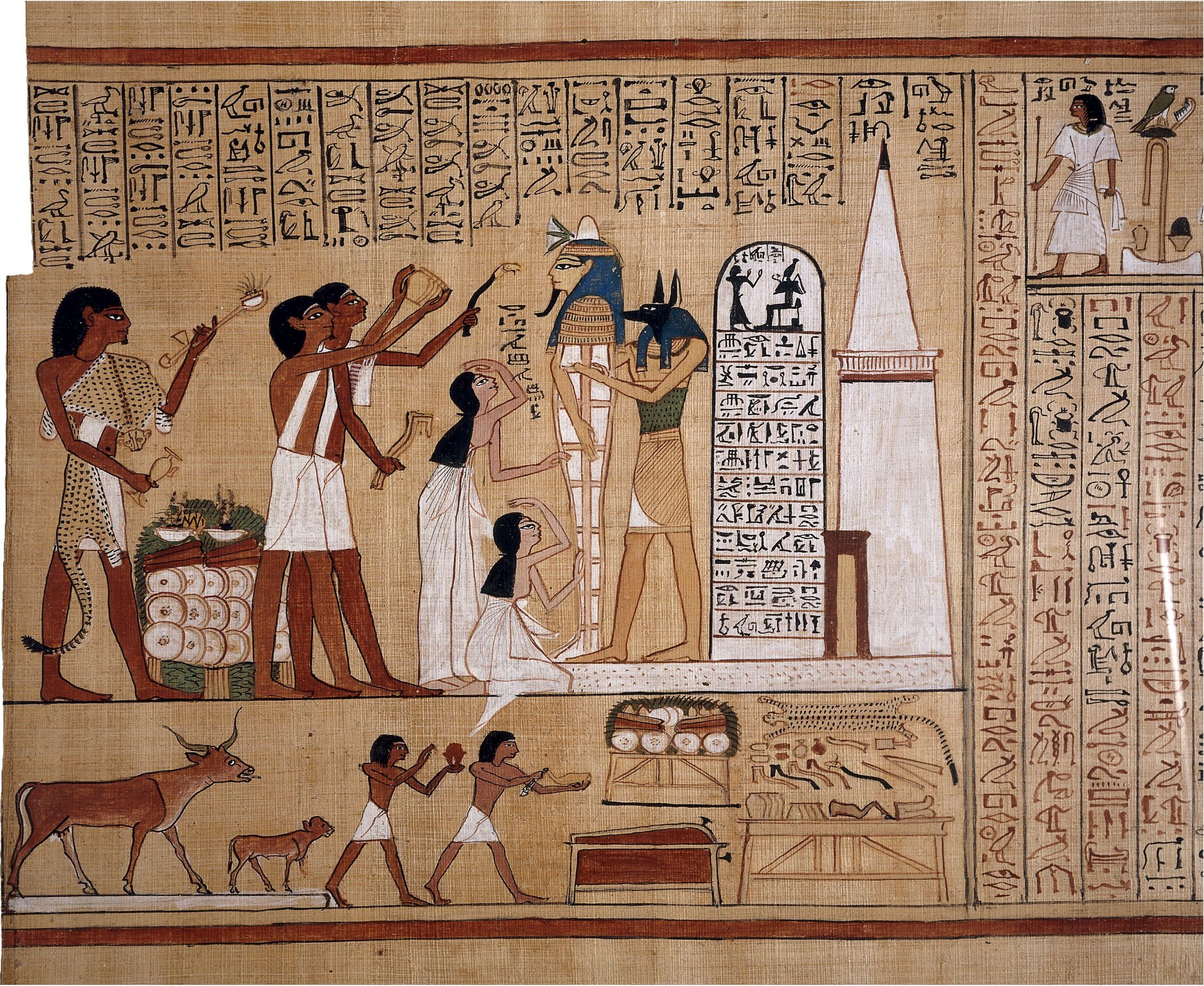
Mundöffnungsritual (Papyrus Hunnefer, um 1290 v. Chr.)

Im Mundöffnungsritual tritt Iunmutef in der Erscheinungsform des göttlichen Sohnes Horus auf und repräsentiert damit die mythologisch-göttliche Ritualebene. Die Trennung der weltlichen Ebene, die der Sem-Priester symbolisierte, ist in allen Einzelheiten in den Darstellungen des Sethosgrabes zu sehen.
Iunmutef ist im Bereich des Totentempel- und Begrabungsritus der Ausübende bestimmter Elemente des Mundöffnungsrituals, beispielsweise Reinigungen der Verstorbenen. Im Grab sind die von Iunmutef durchgeführten Mundöffnungsriten auf die Wiederbelebung und Körpervorbereitung sowie auf die Einführung der Verstorbenen in die Duat ausgerichtet. Im Tempel selbst haben die Reinigungen den Zweck, den König im Opferritual neu zu beleben und charakterisieren diesen Vorgang so als Kult des Erneuerungsprozesses.